# Hi-Tek (альбом)
Hi-Tek — второй студийный альбом американского рэпера Keak da Sneak. Он был выпущен 16 июня 2001 года на лейбле Moe Doe Entertainment и был спродюсирован Ant Banks, Rick Rock, One Drop Scott, Tone Capone и D-Dre. Альбом получил некоторый успех, достигнув 95-го места в чарте Top R&B/Hip-Hop Albums, 18-го места в Top Independent Albums и 37-го места в Top Heatseekers и распродавшись в 6,510 копий в первую неделю. Фанаты считают этот альбом одним из лучших у рэпера. Кроме того, некоторые слушатели отмечают, что этот альбом может быть первым релизом, выполненном в хайфи стиле.

## Список композиций
1. «Intro» — 0:51
2. «Here Comes Keak da Sneak» — 3:37
3. «Like What» — 4:12 (при участии Agerman)
4. «Tankin, Tinkin, Stinkin» — 4:39 (при участии E-40)
5. «Somebody Gotta Pimp It (Somebody Gotta Pimp Her)» — 3:55 (при участии Too Short)
6. «Ichi Blop! Blop!» — 4:47
7. «Gifted» — 4:05
8. «Skit» — 0:45
9. «Moe Doe» — 3:11
10. «Take Me Away» — 5:25 (при участии Harm)
11. «Pussy» — 4:03 (при участии B.A.)
12. «Drank, Weed, Sex» — 3:40 (при участии Ant Banks)
13. «P.M.» — 5:26 (при участии Eclipse 8, B.A. и T-Luni)
14. «Hi-Tek II» — 3:54
15. «Beat It Up» — 4:36
16. «No Hair Weaves» — 4:11 (при участии Ant Banks)
17. «That Way» — 5:14
18. «Blop Shit» — 4:39